# Maximiliano de Tébessa
São Maximiliano de Tébessa (ou Maximiliano da Numídia) é um santo cristão e mártir nascido no ano de 274. Pela profissão de militar de seu pai, Fabio Victor, foi obrigado a seguir a carreira militar aos 21 anos. Perante o procônsul da Numídia Deão Cásio, recusou ser soldado devido a sua condição de cristão. Foi condenado à morte por decapitação em 12 de março de 295, na cidade de Thavaste (agora Tébessa, Argélia). Tem sido engrandecida a figura de são Maximiliano como o primeiro objetor de consciência.